# Kolenzandsteen

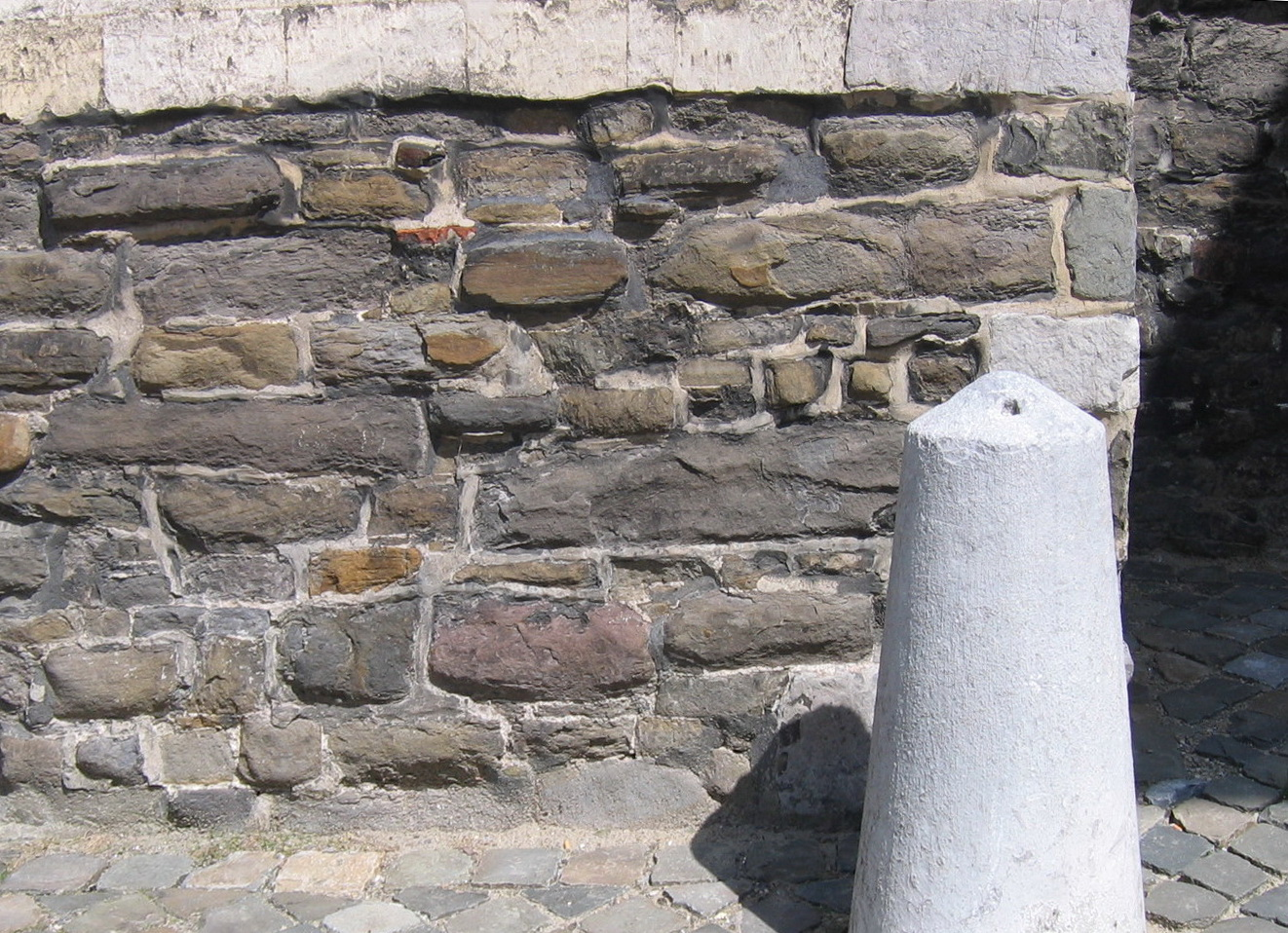
Detail Oude Minderbroederskerk in Maastricht. De plint is van kolenzandsteen; daarboven is Limburgse mergel (en een enkel blok Naamse steen) gebruikt

Kolenzandsteen, ook wel Carbonische zandsteen genoemd is een sterk verharde, soms compacte kwartsitische zandsteen, donkerbruin van kleur. 
Kolenzandsteengroeven bevonden zich in het Geuldal nabij Epen (onder andere de Heimansgroeve, Kampgroeve en Cottessergroeve) en nabij het Duitse Eschweiler. Tegenwoordig wordt er geen kolenzandsteen van betekenis meer gewonnen.
De steensoort is voornamelijk terug te vinden in gebouwen in de stad Aken, Nederlands Zuid-Limburg en de Belgische provincie Luik. Het is bijvoorbeeld toegepast bij enkele romaanse bouwwerken in Maastricht, zoals de Onze-Lieve-Vrouwebasiliek, de Sint-Servaasbasiliek, de Helpoort en de eerste stadsmuur uit ca. 1230. In Luik is kolenzandsteen gebruikt bij de bouw van de Sint-Antoniuskerk.